# Organy w bazylice Valère

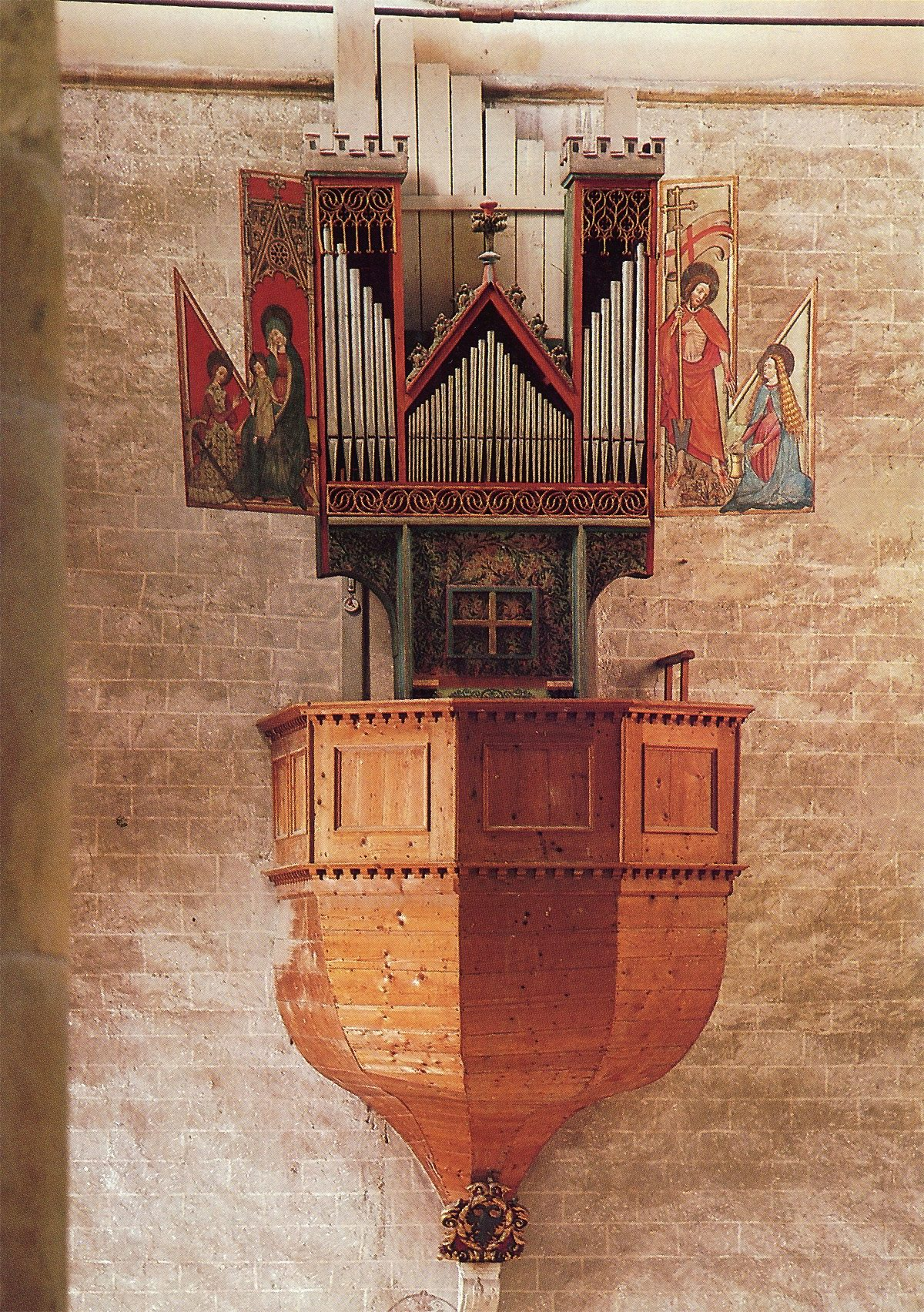

Organy w bazylice Valère – 8-głosowe gotyckie organy piszczałkowe z mechaniczną trakturą w romańskim kościele w miejscowości Sion w południowej Szwajcarii. Jedne z najstarszych, wyposażonych w trakturę mechaniczną, grywalnych organów na świecie. Zbudowane w 1435 roku i kilkukrotnie, bez naruszania ważnych elementów oryginalnej konstrukcji, odnawiane.

## Charakterystyka
Organy umieszczone są na drewnianym, wewnętrznym balkonie w formie jaskółczego gniazda, w nawie głównej, na ścianie szczytowej naprzeciwko prezbiterium. Szafa instrumentu ma formę centralnej, trójkatnie zakończonej części flankowanej dwiema wieżami. Całość jest zwieńczona krenelażem. Prospekt wyposażony jest w dwuskrzydłowe drzwi ozdobione obrazami szwajcarskiego malarza Petera Maggenberga. Stół gry wbudowany jest w wąski cokół prospektu; posiada jeden 49-klawiszowy manuał i jeden 9-klawiszowy pedał. Mechaniczna traktura organów pochodzi z 1688. Trzy głosy - Octav 2′, Quint Minor 1 1/3′ i Mixtur II - pochodzą z XV wieku.

## Dyspozycja
Obecna dyspozycja instrumentu:
| Manuał I CDEFGA–c3                                                                       | Pedał CDEFGA–c0  |
| ---------------------------------------------------------------------------------------- | ---------------- |
| Principal 8′ Octav 4′ Coppel 4′ Quint major 2 2/3′ Octav 2′ Quint minor 1 1/3′ Mixtur II | Subbass 16′ + 8′ |